# Counthorpe
Counthorpe är en by i civil parish Counthorpe and Creeton, i distriktet South Kesteven, i grevskapet Lincolnshire, i England. Byn är belägen 14 km från Stamford. Counthorpe var en civil parish från 1866 till 1931 då den blev en del av Counthorpe and Creeton. Civil parish hade 74 invånare år 1921. Byar nämndes i Domedagsboken (Domesday Book) år 1086, och kallades då Cudetorp.